# Chinês tradicional

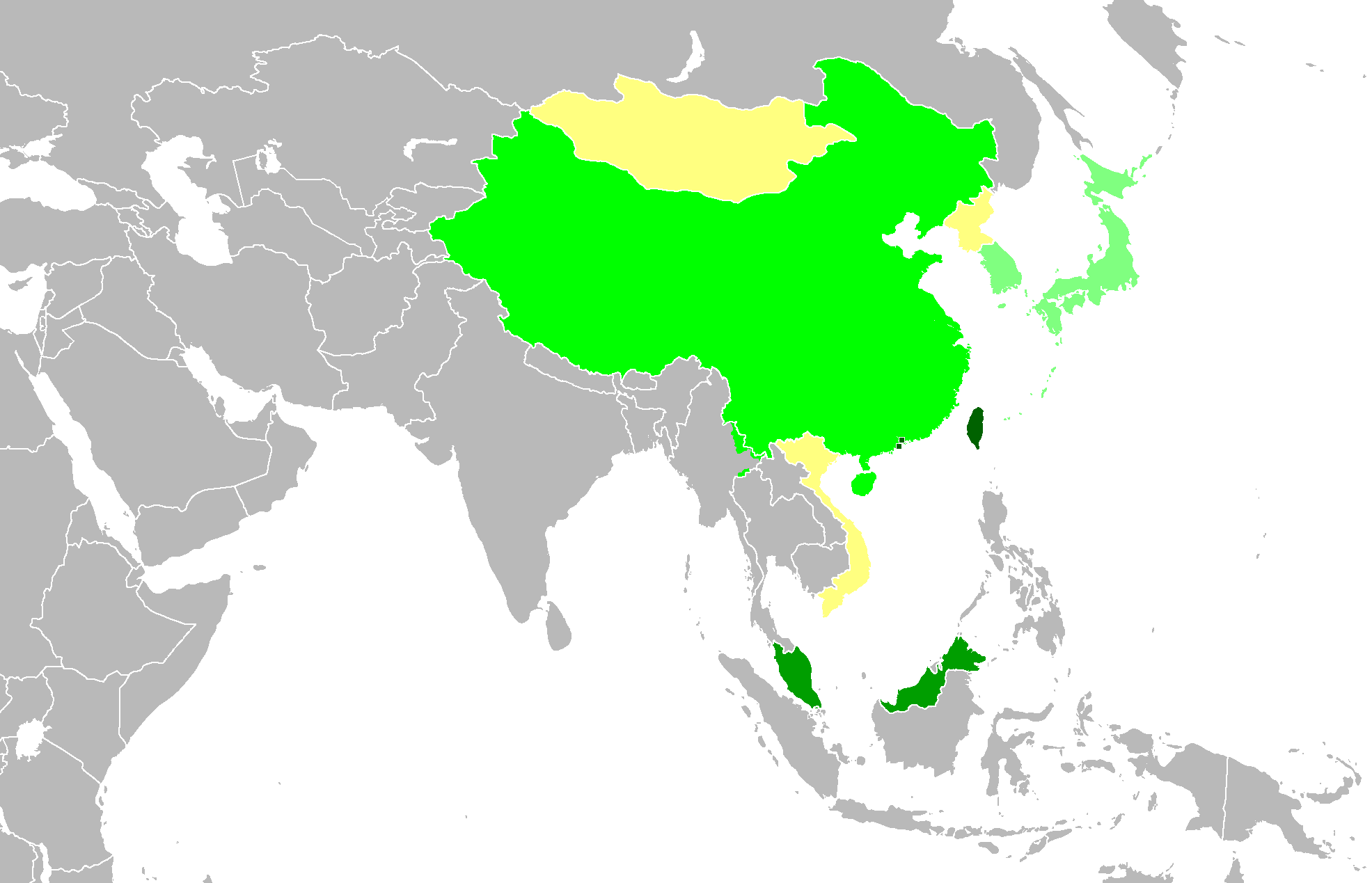
Países e regiões que usam oficialmente caracteres chineses atualmente ou anteriormente como sistema de escrita:
Chinês tradicional usado oficialmente (Taiwan, Hong Kong e Macau)
O chinês simplificado é usado oficialmente, mas a forma tradicional também é amplamente utilizada, especialmente na escrita (Singapura e Malásia)
Chinês simplificado usado oficialmente, a forma tradicional de uso diário existe, mas incomum (China continental, Kokang e Estado de Wa de Mianmar)
Caracteres chineses usados em paralelo com outras escritas nos respectivos idiomas nativos (Coreia do Sul e Japão)
Os caracteres chineses já foram usados oficialmente, mas agora estão obsoletos(Mongólia, Coreia do Norte e Vietnam)

Caracteres do chinês tradicional (em chinês:  正体字/繁体字, transl. Zhèngtǐzì / Fántǐzì; chinês clássico: 正體字/繁體字) referem-se a conjuntos de sinogramas que, por padrão, são utilizados na escrita em chinês contemporâneo. O chinês tradicional é um dos dois padrões de escrita da língua chinesa, sendo o outro, o chinês simplificado.
Os caracteres tradicionais formaram-se no Libian e a maioria permanece com a mesma estrutura adotada na introdução da escrita regular (século II). Com o decorrer dos séculos, o caractere tradicional foi tomado como a forma padrão dos caracteres chineses impressos, ou o chinês clássico (chinês literário), ao redor da sinosfera até meados do século XX, quando países que utilizavam caracteres chineses como sistema de escrita iniciaram diversas reformas na escrita. O termo "tradicional" é usado para distinguir os caracteres tradicionais do outro padrão de escrita do chinês — os caracteres chineses simplificados — criados pelo governo da China a partir da década de 1950 para fomentar a alfabetização.
Tipologia tradicional mantém-se de uso comum em Taiwan, Hong Kong e Macau, assim como na maioria das comunidades da diáspora chinesa, além do sudeste asiático. No entanto, a forma simplificada tem ganhado, gradualmente, mais popularidade, sendo utilizada na China, em Singapura e na comunidade chinesa da Malásia.
O debate acerca dos caracteres tradicionais e simplificados tem sido uma questão perene nas comunidades chinesas. Vários jornais chineses passaram a permitir que o leitor alterne entre conjuntos tradicionais e simplificados na exibição de seus websites. Os caracteres tradicionais também são usados no site oficial do Vaticano.